# Verpelét
Verpelét város Heves vármegye Egri járásában.

## Fekvése
A Mátra keleti lábánál, a Tarna völgyében fekszik.
A környező települések: észak felől Sirok, északkelet felől Egerszólát, dél felől Feldebrő, délnyugat felől Vécs, nyugat felől Kisnána, északnyugat felől pedig Tarnaszentmária. Északnyugati irányban messze elnyúló külterületei révén határos még Recskkel is.

### Megközelítése
A megyeszékhely, Eger és Gyöngyös felől is jól megközelíthető, a két város térségét összekötő 2416-os úton; déli szomszédjai felől a Kápolnától idáig húzódó 2417-es úton érhető el, míg az északabbi szomszédaival a 2415-ös út kapcsolja össze. Határszélét északkeleten érinti még a 24 128-as út is.
Korábban vasúton is elérhető volt, a Kisterenye–Kál-Kápolna-vasútvonalon, de itt 2007. március 4. óta nincs személyszállítás. Verpelét megállóhely a 2416-os út közelében található, a kisváros nyugati részén, közúti megközelítését az abból, annak körülbelül 25+850-es kilométerénél észak-északnyugati irányban kiágazó 24 309-es út (települési nevén Vasút út) biztosítja.

## Története
Verpelét környéke már a honfoglalás előtt is lakott volt. A régészek bronzkori, kelta és szkíta leleteket is feltártak.
Első ismert okleveles említése 1252-ből származik.
A 13. század második felében az Aba nemzetségbeli Nagy Leusták (1271 † 1328 előtt) birtoka volt, kinek örökös nélküli halála után Verpelét nem szállott az Aba nemzetségbeliekre. 1347-ben Welpreth néven említik az oklevelek.
1372-ben és 1381-ben a vármegye itt tartotta közgyűlését is.
1389-ben a Tari család birtokába került és a siroki vár tartozéka lett.
1399-ben Bebek Detre tartott itt nádori gyűlést. A 15. században a vármegye többnyire itt tartotta közgyűléseit, ekkor a Tari család birtoka volt és Sirok várához tartozott.
1465-ben Tari György elzálogosította összes birtokait Guthi Országh Mihálynak, ekkor Verpelét is birtokába került.
1475-ben Tari György hűtlensége és utód nélküli halála miatt Verpelétet Országh Mihály és a Nánai Kompolthiak nyerték adományul, előzőleg azonban 1474-ben Tari György özvegyét, Katalin asszonyt, Ország Mihály és Kompolthi Miklós néhai férje itteni birtokaiból járó kilencedből kielégítették.
Országh Mihály négy fia és Kompolthi János fiai között 1522-ben kötött örökösödési szerződés alapján a Kompolthi család kihaltával az Országh család örökölte.
A török időkben is lakott terület volt Az 1549–1552. évi összeírás szerint Országh Kristóf birtoka, ekkor 6 portája volt. 1554-ben 6, 1564-ben 13 portát írtak itt össze.
Országh Kristófnak 1567-ben bekövetkezett örökös nélküli halála után I. Miksa király 1569-ben  enyingi Török Ferenczné, született Országh Borbálának adományozta.
17. században elnéptelenedett. 1695-ben egy tűzvészt követően indult meg a falu újjaépítése, és betelepülése.
1701-ben már mezővárosi rangot kapott.

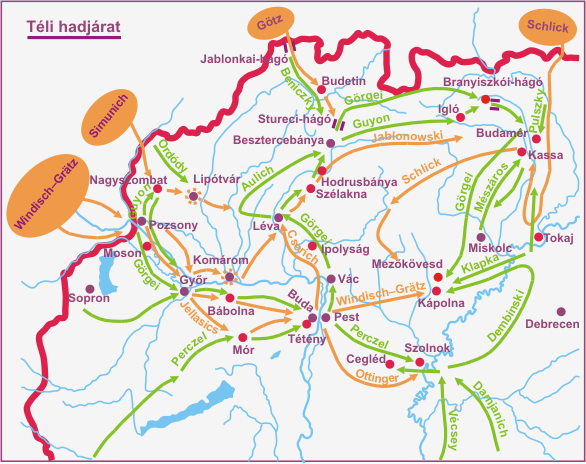
A téli hadjárat Verpelét közelében is zajlott

Az 1848–49-es forradalom és szabadságharc idején, 1849 február 26–27-én vívott kápolnai csata egészen idáig kiterjedt. A helység előtt helyezkedett el 3800 gyalogossal, 600 lovassal és 16 ágyúval Klapka György és Dessewffy Arisztid dandára. Február 27-én reggelre a Verpeléttől nem messze eső szentmáriai várhegynek nevezett kis hegyen, Schlick császári tábornok helyezkedett el, harmincz ágyújával és röppentyűütegével s onnan kezdett tüzelni a honvédek közé; a honvédtüzérség sem maradt adós, de kétórai tüzelés után kénytelen volt visszavonulni. Erre Schlick rohamot intézett Verpelét ellen, melyet azonban a 43. honvédzászlóalj és a Don-Miguel gyalogság visszavert. Schlick azonban újabb csapatokat vonva magához, heves utcai harc után a község birtokába jutott.
Dessewffy Arisztid hadosztálya ekkor Kerecsend felé kezdett hátrálni, de Schlick csak ez várta, aki Deym gróf vezérlete alatt egy egész vasasezredet küldött a honvédség üldözésére, akiknek előnyomulását a huszárság akadályozta meg. Szörnyű lovas viadal keletkezett, végre is a Koburg-huszárok, a Pöltenberg Ernőtől segítségül küldött Sándor-huszárok és a 14. honvédzászlóalj támogatásával egészen a helységig űzték vissza a vasasokat. Az elesett 57 honvéd emlékére a község lakosai emlékoszlopot emeltek.
1869-ben és 1880-ban nagy tűzvész pusztított a településen, ekkor a község felerésze leégett.
1910-ben 3283 lakosából 3278 magyar volt. Ebből 3084 római katolikus, 175 izraelita volt. A zsidók nagy része a Holokauszt idején odaveszett. Zsinagógájuk ma tűzoltószertár.
A 20. század elején Heves vármegye Egri járásához tartozott.
1950. október 22-től önálló tanácsú község, később a Tarnaszentmáriával közös tanács székhelye. 1973. május 1-jén nagyközségi rangot kapott. 1984. január 1-jétől néhány évig Eger városkörnyéki községe volt.
2013. július 15. napján városi címet kapott.

## Közélete

### Polgármesterei
- 1990–1994: Dr. Prokai János (MSZP)[4]
- 1994–1997: Dr. Prokai János (MSZP)[5]
- 1997–2002: Erdélyi István (független)[6]
- 2002–2006: Erdélyi István (független)[7]
- 2006–2010: Farkas Sándor  (független)[8]
- 2010–2014: Farkas Sándor (Fidesz-KDNP)[9]
- 2014–2019: Farkas Sándor (Fidesz-KDNP)[10]
- 2019–2024: Farkas Sándor (Fidesz-KDNP)[11]
- 2024– : Farkas Sándor (Fidesz-KDNP)[1]

## Népesség
A település népességének változása:
| Lakosok száma | 3839 | 3820 | 3780 | 3776 | 3710 | 3709 | 3692 |
|               | 2013 | 2014 | 2015 | 2021 | 2022 | 2023 | 2024 |

2001-ben a település lakosságának 87%-a magyar, 13%-a cigány nemzetiségűnek vallotta magát.
A 2011-es népszámlálás során a lakosok 87%-a magyarnak, 16,1% cigánynak, 0,6% németnek, 0,2% románnak mondta magát (12,8% nem nyilatkozott; a kettős identitások miatt a végösszeg nagyobb lehet 100%-nál). A vallási megoszlás a következő volt: római katolikus 52,6%, református 3%, görögkatolikus 0,2%, felekezeten kívüli 15,2% (26,3% nem nyilatkozott).
2022-ben a lakosság 91,8%-a vallotta magát magyarnak, 8,9% cigánynak, 0,4% ukránnak, 0,4% németnek, 0,2% románnak, 2,2% egyéb, nem hazai nemzetiségűnek (8% nem nyilatkozott; a kettős identitások miatt a végösszeg nagyobb lehet 100%-nál). Vallásuk szerint 39,7% volt római katolikus, 2,7% református, 0,3% görög katolikus, 0,1% evangélikus, 3,7% egyéb keresztény, 0,5% egyéb katolikus, 11,7% felekezeten kívüli (41,1% nem válaszolt).

## Nevezetességei
- Római katolikus templom. Mindenszentek tiszteletére felszentelve.[15] Az 1696. évi templomösszeírás említi először a késő barokk stílusú templomot. 1732-ben a hívek helyreállították. 1764–65-ben újraboltozták és új tornyot építettek neki.
- Kovácsműhely. 1880 körül épült, 1964-ben helyreállították.
- Népi lakóházak
- 1956-os emlékmű
- Kastély (általános iskola)
- Vulkáni kúp, mely a Vár-hegy nevet viseli, az országban egyedülálló módon épségben maradt vulkáni képződmény, melynek csúcsára egy tanösvény vezet fel. Nevét az itt található várról kapta, mely a legenda szerint az 1848/49-es szabadságharc idején még állott. A Vár-hegy csúcsáról páratlan panoráma nyílik a Mátra vonulataira, illetve a Tarna völgyére is.[16]
- Egy lapos hegyháton található földvár Verpelét közelében[17]

## Hírességei, szülöttei
- Itt született 1944. október 25-én Kovács Kati Kossuth-díjas és Liszt Ferenc-díjas énekesnő, előadóművész, dalszövegíró, színésznő
- Itt született 1949. augusztus 26-án Czipó Tibor basszusgitáros, a Tolcsvay Trió tagja
- Itt született Tarnai Kiss László nóta - és táncdalénekes, a Dankó Rádió vezető szerkesztője, a Verpeléten megrendezésre kerülő Nótafalu rendezvény egyik fő támogatója.

## Képgaléria

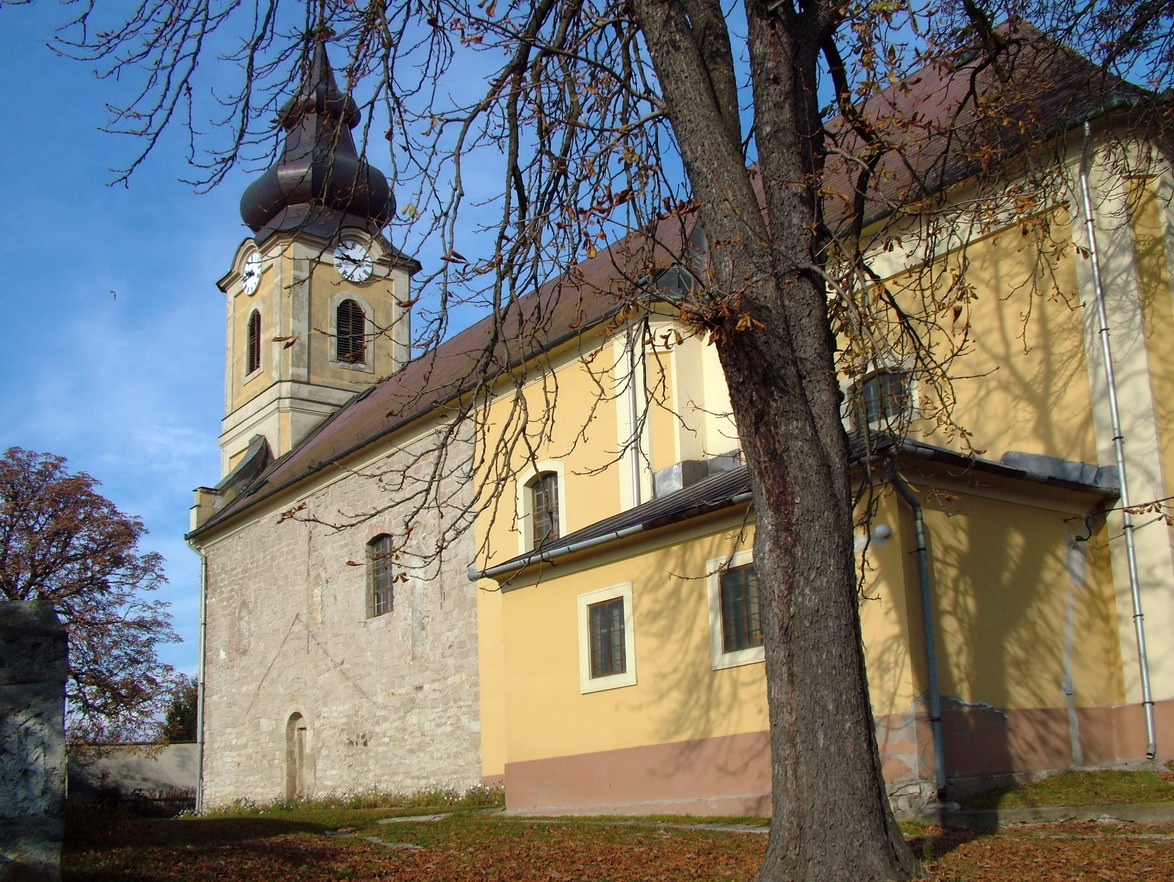
Római katolikus templom, középkori részletekkel
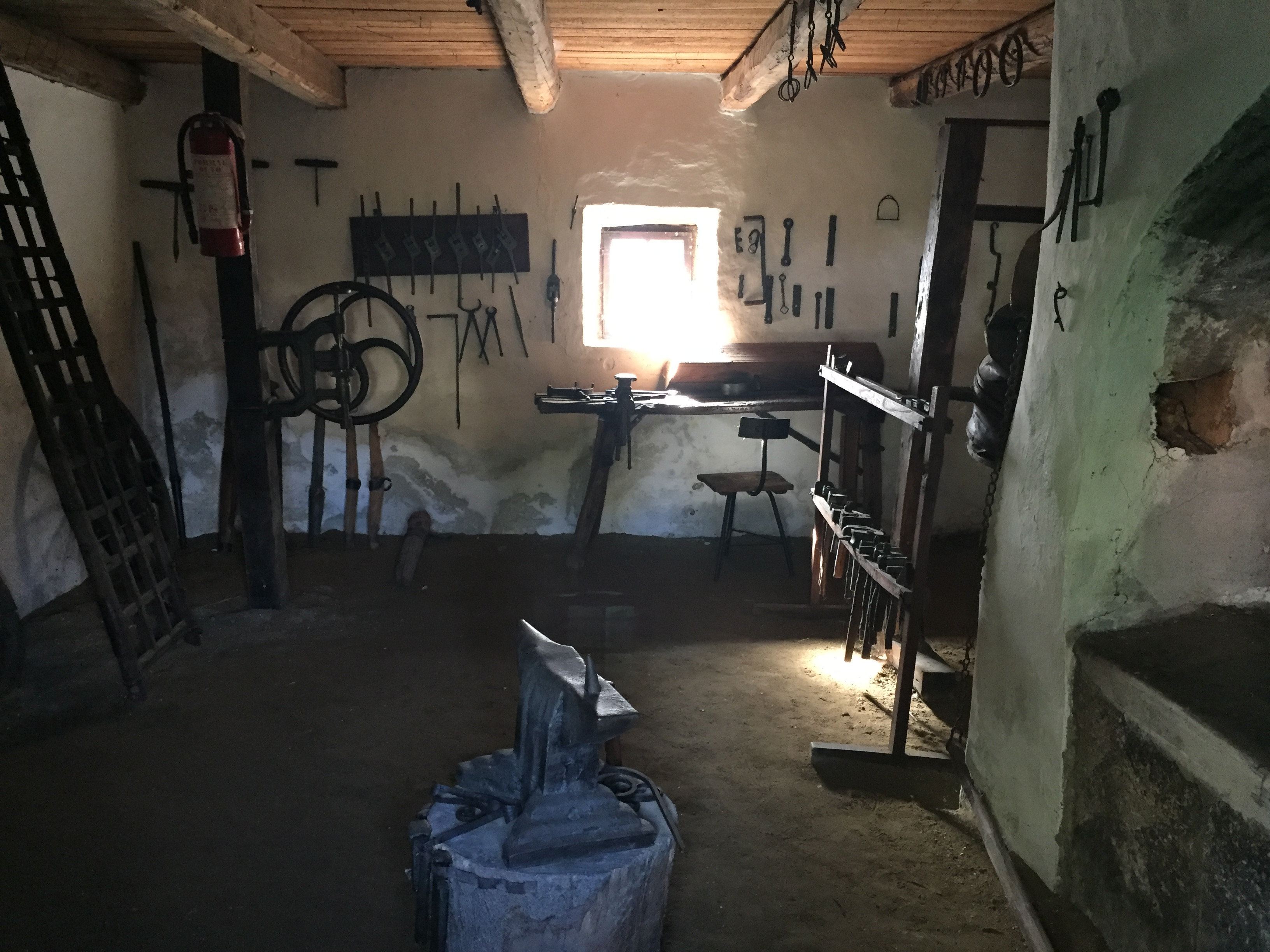
19. századi kovácsműhely
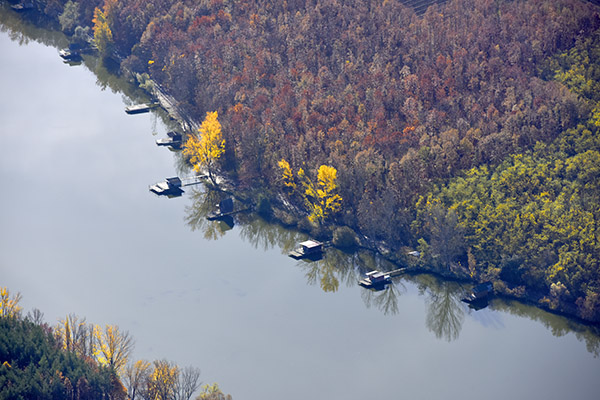
A verpeléti halastó légi felvételen
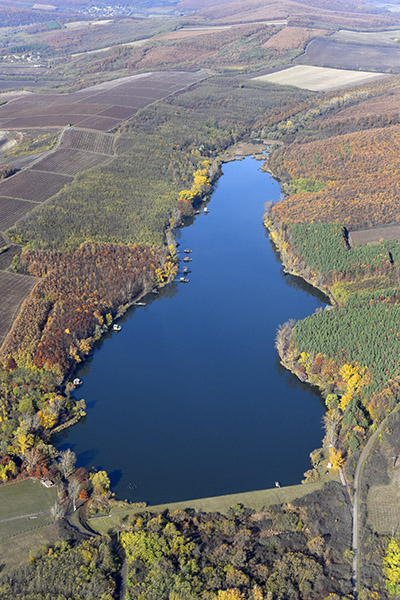
A halastó látképe a magasból
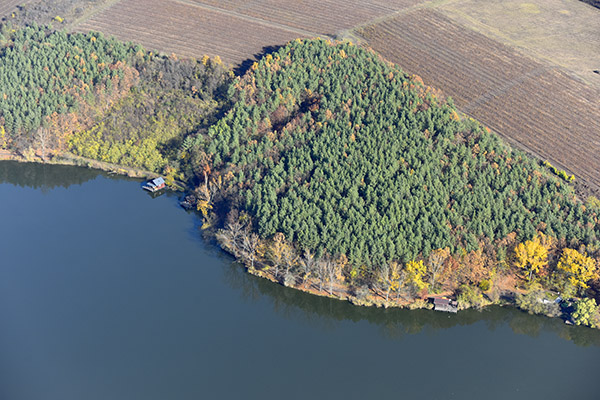
A víztározó partja légi fotón

## Külső hivatkozások
- Verpelét Önkormányzat honlapja
- Európai borutak portál[halott link]
- Verpelét az utazom.com honlapján
- Légi felvételek a földvárról
- Verpelét, halastó -  légi felvételek